# Open Library
Open Library er et online bibliotek, hvis ønske er, at der bliver oprettet "en webside for hver bog, der nogensinde er udgivet".
Biblioteket blev oprettet 2006 med Aaron Swartz som den oprindelige ingeniør og leder af bibliotekets tekniske team. Det er en nonprofit organisation, som delvist finansieres af tilskud fra California State Library og Kahle / Austin Foundation.
Biblioteket leverer bøgerne som online digitale kopier i flere formater, oprettet fra billeder af offentligt tilgængelige domæner, udgåede bøger og print bøger.

## Bogdatabase og digitalt udlånsbibliotek
Bibliotekets oplysninger om bøger indsamles fra Library of Congress, andre biblioteker og Amazon.com samt fra brugerbidrag gennem en wiki-lignende grænseflade. Hvis bøger er tilgængelige i digital form, vises en knap mærket "Læs" ved siden af katalogoversigten. Digitale kopier af indholdet af hver scannet bog distribueres som krypterede e-bøger (oprettet fra billeder af scannede sider), lydbøger og streaminglyd (oprettet fra sidebilleder ved hjælp af OCR og tekst-til-tale-software), ukrypterede billeder af fuld sider fra OpenLibrary.org og Archive.org og API'er til automatisk download af sidebilleder. Der findes også links til, hvor bøger kan købes eller lånes.
Der er forskellige enheder i databasen:
- forfattere
- værker (som er samlet af alle bøger med samme titel og tekst)
- udgaver (som er forskellige publikationer af de tilsvarende værker)

Open Library hævder at have over 20 millioner poster i sin database.https://openlibrary.org/about Kopier af indholdet af titusinder af moderne bøger er gjort tilgængelige fra 150 biblioteker og udgivere til digital udlån af e-bog. Andre bøger, herunder bøger med tryk og ophavsret, er scannet fra kopier i bibliotekssamlinger, biblioteksbortskaffelse og donationer og er også tilgængelige til udlån i digital form. I alt tilbyder Open Library kopier af over 1,4 millioner bøger til det, det kalder "digital udlån", og kritikere har kaldt distribution af digitale kopier.
Siden oprettelsen er Open Library blevet kritiseret for at overtræde ophavsretslovgivningen. Flere forlag og udgivere har anlagt sag mod Open Library for overtrædelse af deres rettigheder. Sagen kører stadig.